# (6624) 1980 SG
(6624) 1980 SG est un astéroïde de la ceinture principale découvert en 1980.

## Description
(6624) 1980 SG a été découvert le 16 septembre 1980 à l'observatoire Kleť, en République tchèque, en Bohême-du-Sud, par Z. Vávrová.

### Caractéristiques orbitales
L'orbite de cet astéroïde est caractérisée par un demi-grand axe de 2,45 UA, un périhélie de 2,07 UA, une excentricité de 0,16 et une inclinaison de 7,07° par rapport à l'écliptique. Du fait de ces caractéristiques, à savoir un demi-grand axe compris entre 2 et 3,2 UA et un périhélie supérieur à 1,666 UA, il est classé, selon la JPL Small-Body Database, comme objet de la ceinture principale.

### Caractéristiques physiques
(6624) 1980 SG a une magnitude absolue (H) de 13,2 et un albédo estimé à 0,167.